# Naic
Naic (Bayan ng Naic) är en kommun i Filippinerna. Kommunen ligger på ön Luzon, och tillhör provinsen Cavite. Folkmängden uppgår till 88 144 invånare.

## Barangayer
Naic är indelat i 31 barangayer.
| - Bagong Kalsada - Balsahan - Bancaan - Bucana Malaki - Bucana Sasahan - Capt. C. Nazareno (Pob.) - Calubcob - Gomez-Zamora (Pob.) - Halang - Humbac - Ibayo Estacion - Ibayo Silangan - Kanluran Rizal - Labac - La Toria | - Mabolo - Maquina - Malainen Bago - Malainen Luma - Molino - Munting Mapino - Muzon - Palangue Central - Palangue 2 - Palangue 3 - Sabang - San Roque - Santulan - Sapa - Timalan Balsahan - Timalan Concepcion |